# Lluther
Lluther est un groupe irlandais de rock industriel, originaire de Dublin, actif entre 2004 et 2020.

## Histoire
Lluther est formé en 2004 par Gerry « G » Owens, qui était « à la recherche d'une nouvelle direction musicale » après la séparation de son ancien groupe Skindive, dont Gerry était le principal auteur-compositeur et producteur. Owens a travaillé avec de grands professionnels de l'industrie tels que Chris Blackwell (U2, Tricky, Bob Marley, etc.), Dave « Rave » Ogilvie, Danny Saber, Chris O'Brien, et Richard Dowling.
Peu de temps après leur formation, Lluther enregistre et publie son premier EP intitulé Venus Complex. Leur album studio Agents of Empire sort peu après. Agents of Empire est distribué en Allemagne, en Autriche et en Suisse par le label Tiefdruck. Les talents d'auteur et de compositeur d'Owens sont reconnus par EMI Music Publishing, qui lui a fait signer un contrat mondial majeur. Travaillant en étroite collaboration avec le label, ils effectuent de nombreuses tournées en Europe. En 2009, Lluther se sépare à l'amiable de Tiefdruck. Entretemps en 2006, le groupe participe au festival M'era Luna.
L'album studio Rise of the Reptile King, sorti en 2011, engendre quatre singles sortis tout au long de l'année 2010, dont In the Dollhouse, King of Nothing, Rise of The Reptile King et Femme Fatale,.  Le single In the Dollhouse entre dans le Top 20 de Virgin Rock Radio Airplay en Italie en juin pendant 4 semaines, aux côtés de U2, Them Crooked Vultures et Depeche Mode. 

## Discographie
- 2004 : Venus Complex E.P. (single)
- 2005 : Fixer (single)
- 2005 : Agents of Empire (album)
- 2005 : People Is Ugly (single)
- 2006 : For You (single)
- 2011 : Rise of the Reptile King (album)